# Les Brouzils
Les Brouzils – miejscowość i gmina we Francji, w regionie Kraj Loary, w departamencie Wandea.
Według danych na rok 1990 gminę zamieszkiwało 1951 osób, a gęstość zaludnienia wynosiła 47 osób/km² (wśród 1504 gmin Kraju Loary Les Brouzils plasuje się na 309. miejscu pod względem liczby ludności, natomiast pod względem powierzchni na miejscu 122.).